# 대한민국 민법 제104조
대한민국 민법 104조는 불공정한 법률행위에 대한 민법총칙 조문이다.

## 조문
제104조(불공정한 법률행위)

당사자의 궁박, 경솔 또는 무경험으로 인하여 현저하게 공정을 잃은 법률행위는 무효로 한다.

第104條(不公正한 法律行爲) 當事者의 窮迫, 輕率 또는 無經驗으로 因하여 顯著하게 公正을 잃은 法律行爲는 無效로 한다.

Article 104(Unfair Legal Act) Grossly unfair legal act in light of duress, mistake and inexperience of the party is void.

일본민법 제90조 (공서양속) 공공의 질서 또는 선량한 풍속에 반하는 사항을 목적으로 하는 법률행위로 무효로 한다.

## 사례
- 100세가 넘은 할머니가 시세가 평당 200만원 정도하는 임야 400평을 헐값인 공시지가인 평당 40만원에 다른 사람에게 팔았는데 민법 104조를 원용하여 무효를 주장할 수 있다[1].
- 샤일록은 안토니오에게 돈을 빌려주면서 베니스의 공금리인 연 12%보다 훨씬 높은 연 120%의 과도한 고리약정을 하였는데 이는 민법 제104조의 폭리행위에 해당되어 "무효"로 볼 수 있다.[2]
- 위키백과의 인기가 사그라들어 운영이 어려워지자 위키미디어 재단 이사장은 지푸라기라도 잡는 심정으로 용하다는 점집의 무속인을 찾았고 무속인은 위키서버의 이전을 권하며 자신이 잘아는 데이터 센터를 소개해 주었다. 이사장은 한달에 1000만원에 사용료를 계약하였는데 나중에 알고 보니 한달에 100만원을 받는 센터로 자신이 바가지를 썼다는 것을 알게 되었다. 이사장은 정신적으로 급한 마음에 무속인의 말만 믿고 서버를 경솔하게 이전한 점에 비추어 매매계약 당시 경솔, 무경험의 상태에 있었다고 인정될 수 있고 취소를 주장할 수 있다[3].

## 판례

### 객관적 주관적 요건
- 불공정한 법률행위는 객관적으로 급부와 반대급부 사이에 현저한 불균형이 존재하고, 주관적으로는 피해당사자가 궁박, 경솔 또는 무경험의 상태에 있다는 사정을 상대방 당사자가 알면서 이를 이용하려는 의사가 있었어야 성립한다[4]

### 매매계약의 경우
- 매매계약과 같은 쌍무계약이 급부와 반대급부와의 불균형으로 말미암아 민법 제104조에서 정하는 ‘불공정한 법률행위’에 해당하여 무효라고 한다면, 그 계약으로 인하여 불이익을 입는 당사자로 하여금 위와 같은 불공정성을 소송 등 사법적 구제수단을 통하여 주장하지 못하도록 하는 부제소합의 역시 다른 특별한 사정이 없는 한 무효이다[5].

### 궁박의 의미
- 민법 제104조에 규정된 불공정한 법률행위는 객관적으로 급부와 반대급부 사이에 현저한 불균형이 존재하고, 주관적으로 그와 같이 균형을 잃은 거래가 피해 당사자의 궁박, 경솔 또는 무경험을 이용하여 이루어진 경우에 성립하는 것으로서, 약자적 지위에 있는 자의 궁박, 경솔 또는 무경험을 이용한 폭리행위를 규제하려는 데에 그 목적이 있다. 여기에서 ‘궁박’이라 함은 ‘급박한 곤궁’을 의미하는 것으로서 경제적 원인에 기인할 수도 있고 정신적 또는 심리적 원인에 기인할 수도 있으며, 당사자가 궁박한 상태에 있었는지 여부는 그의 나이와 직업, 교육 및 사회경험의 정도, 재산 상태 및 그가 처한 상황의 절박성의 정도 등 여러 사정을 종합하여 구체적으로 판단하여야 한다[6].

### 불공정한 법률행위가 아닌 경우
- 강제집행을 면할 목적으로 부동산에 허위의 근저당권설정등기를 경료하는 행위는 제104조에 규정된 불공정한 법률행위가 아니다[7]

### 추인 불가
- “불공정한 법률행위로서 무효인 경우에는 추인에 의하여 무효인 법률행위가 유효로 될 수 없다.”[8].

### 적용대상이 아닌 법률행위
- 경매에 있어서는 불공정한 법률행위 또는 채무자에게 불리한 약정에 관한 것으로서 효력이 없다는 민법 제104조, 제608조는 적용될 여지가 없다.[9]

- 기부행위(증여)와 같이 아무 대가관계 없이 일방적인 급부를 하는 행위는 그 성질상 공정성 여부를 논할 수 있는 법률행위라 할 수 없다[10]

## 일본 판례
법률행위는 그 성립과 동시에 성질과 효력이 정해지는 것이므로 원칙적으로 재판시가 아닌 행위시를 기준으로 하여 공서위반 유무를 판단한다는 것이 일본의 통설이다

## 참고문헌
- 이은영. "민법 제103조와 제104조에서 사적자치에 대한 규제." 법학연구 52.- (2017): 189-222.
- 김천수. (2001). 토론 민법 제104조의 「窮迫, 輕率 또는 無經驗」. 비교사법, 8(1), 31-38.
- 李起勇. (2001). 민법 제104조의 「窮迫, 輕率 또는 無經驗」. 비교사법, 8(1), 1-30.
- 남궁술. "민법 제103조와 제104조의 관계에 관하여." 법학연구 14.2 (2006): 169-200.
- 배상철. (2000). 弱者의 관점에서 본 민법 제104조의 運用上 문제점. 비교사법, 7(2), 377-396.
- 魚寅義. "利子의 事前控除와 民法 第104條." 法學論考 16.- (1986): 17-28.
- 박선종. "KIKO계약의 구조에 관한 연구 -민법 제104조 및 제109조와의 관계를 중심으로-." 민사법학 66.- (2014): 3-28.
- 성준호. "민법 제104조 불공정한 법률행위에 관한 연구 - 주관적 요건론을 중심으로 -." 민사법학 55.- (2011): 457-502.
- 박귀련. "불공정한 법률행위에 대한 연구." 국내박사학위논문 中央大學校 大學院, 2009. 서울
- 유택형. "민법 제104조와 607 608조 및 양도담보에 대한 판례비평." 사법행정 19.12 (1978): 36-41.
- 박재우. "민법 제104조에 관한 소고." 사법행정 15.1 (1974): 55-58.
- 김현태. "민법 제104조 및 제109조를 중심으로 한 판례 - 부동산소유권이전등기절차 이행청구사건 -." 사법행정 5.5 (1964): 93-96.

## 같이 보기
- 대한민국 민법 제103조 반사회질서의 법률행위
- 신의성실의 원칙
- 급부
- 반대급부